# 鄭樵
鄭 樵（てい しょう、崇寧3年（1104年）- 紹興32年3月7日（1162年4月26日））は、中国南宋初期の歴史家で、『通志』の撰者である。字は漁仲、号は夾漈先生。興化軍興化県広業里（現在の福建省莆田市涵江区）の出身。

## 生涯
若い間に諸国を歴遊して蔵書家のもとを経巡り、知識を吸収した。
紹興19年（1149年）、高宗に『通志』の中でも名高い二十略に通ずる内容の著を提出した。それを機縁として、高宗に謁見を許され、断代史を否定する史論を上奏した。礼部に任官を果たすも、宰相秦檜による強権政治の被害者の一人として、地方官に出されてしまう。しかしその間も『通志』に繋がる著述活動を中断することなく、枢密院編修官として中央への復帰を果たす。
南宋にとって外患であった金の官制調査を思い、秘書省に蔵された書物の閲読を願い出たこともあった。これは、当時における現代史への強い興味を意味している。
紹興31年（1161年）、開封に遷都を果たしていた金と南宋との対立は激化し、高宗自らが出陣するほどの情勢となった。鄭樵は行宮留守幹弁公事として都の臨安の留守となり、勅命によって完成していた『通志』200巻の献上を命じられたが、まもなく病没した。
他に著作として『爾雅注』3巻や『夾漈遺稿』などがある。
鄭樵の歴史家としての評価を与えたのは、清の章学誠である。

## 伝記資料
- 『宋史』巻436
- 顧頡剛『鄭樵伝』